# Triệu Xuân
Triệu Xuân (sinh 4 tháng 9 năm 1952 - mất 26 tháng 10 năm 2021) là một nhà văn, nhà báo Việt Nam.
Ngày 26 tháng 10 năm 2021, nhà văn Triệu Xuân đã trút hơi thở cuối cùng sau một thời gian dài chống chọi với căn bệnh ung thư. Ông đã có một cái nhìn dự báo trước điềm không lành trong 1 cuốn tiểu thuyết của mình

## Tiểu sử
Triệu Xuân sinh ngày 4 tháng 9 năm 1952 tại xã An Đức, huyện Ninh Giang, tỉnh Hải Dương, tên khai sinh là Triệu Xuân Điến, bút danh khác là Triệu Minh, Minh Đức.
Ông tốt nghiệp khoa Ngữ văn Đại học Tổng hợp Hà Nội năm 1973, rồi tình nguyện vào chiến trường miền Nam làm phóng viên chiến trường của Đài Phát thanh Giải phóng, thường trú tại khu V - Trung Trung Bộ.
Sau năm 1975, ông làm phóng viên Đài Tiếng nói Việt Nam tại Thành phố Hồ Chí Minh, trưởng ban biên tập chương trình phát thanh dành cho Nam Bộ của Đài Tiếng nói Việt Nam.
Năm 1986, ông trở thành hội viên Hội nhà văn Việt Nam.
Từ năm 1997, là Phó Trưởng Cơ quan Đại diện Báo Đầu tư tại Thành phố Hồ Chí Minh
Từ tháng 12-2000, Triệu Xuân là Trưởng Chi nhánh Nhà xuất bản Văn học tại Thành phố Hồ Chí Minh.
Ủy viên Ban chấp hành, Trưởng ban Sáng tác Hội Nhà văn Thành phố Hồ Chí Minh khóa 4: 2001-2005.
Ủy viên Ban chấp hành, Phó Chủ tịch Hội đồng văn xuôi Hội Nhà văn Thành phố Hồ Chí Minh khóa 5: 2005-2010.
Ủy viên Ban chấp hành Chi hội Hội Nhà văn Việt Nam tại Thành phố Hồ Chí Minh nhiệm kỳ I: 2005-2010.
Phó Trưởng Chi hội Hội Nhà văn Việt Nam tại Thành phố Hồ Chí Minh nhiệm kỳ 2011-2015.
Cách đây ít ngày, sau nhiều năm chống chọi với bệnh tật, ông đã ra đi mãi mãi vào chiều ngày 26 tháng 10 năm 2021

### Tác phẩm chính đã xuất bản
- Sức mạnh từ trong lòng đất, truyện ký. Cờ Giải phóng (Khu ủy khu Trung Trung bộ) số Tết dương lịch 1975.
- Những người mở đất, truyện vừa. Nhà xuất bản Văn Nghệ TP. Hồ Chí Minh. 1983. Nhà xuất bản Văn học 2005.
- Giấy trắng, tiểu thuyết. Nhà xuất bản Văn Nghệ TP. Hồ Chí Minh. 1985, tái bản 1986. Nhà xuất bản Văn học và Nhà xuất bản Hội Nhà văn tái bản nhiều lần. Nhà xuất bản Văn học in lần thứ mười hai: 2009.
- Nổi chìm trong dòng xoáy, tiểu thuyết. Nhà xuất bản Giao thông Vận tải in lần đầu 40.000 bản năm 1987. Nhà xuất bản Hội Nhà văn tái bản, 2005.
- Đâu là lời phán xét cuối cùng, tiểu thuyết. Nhà xuất bản Văn Nghệ TP. HCM, 1987. Nhà xuất bản Hội Nhà văn, 2002.
- Trả giá, tiểu thuyết. Nhà xuất bản Văn Nghệ TP. HCM, 1988, tái bản 1988, 1991. Nhà xuất bản Văn học in nhiều lần; In lần thứ mười hai năm 2010 trong bộ Tổng tập Văn học Việt Nam Thế kỷ XX. Giải thưởng Văn học viết về đề tài công nhân của Tổng Liên đoàn Lao động Việt Nam 1986-1990.
- Bụi đời, tiểu thuyết. Nhà xuất bản Thanh niên,1990 (in hai lần). Nhà xuất bản Văn học tái bản nhiều lần, in lần thứ mười hai năm 2010.
- Sóng lừng (V.N.Mafia), tiểu thuyết. Nhà xuất bản Giao thông Vận tải, 1991.
- Cõi mê, tiểu thuyết. Nhà xuất bản Hội Nhà văn, 11-2004, tái bản 2005, 2006, 2007, 2009, 2011.
- Lấp lánh tình đời. Truyện & Ký chọn lọc. Nhà xuất bản Văn học. 2007, in lần thứ hai: 2009.